# Olof Rabenius (filolog)
Olof Rabenius, född 7 augusti 1651 i Skerike socken, död 22 april 1717 i Västerås, var en svensk lektor i grekiska. Han var sin tids störste filolog i Sverige och ägde ett stort bibliotek. Han var bror till hovpredikanten och dokumentförfalskaren Nils Rabenius.

## Biografi
Olaus Nicolai Rabenius föddes i Skerike 1651 som son till Nicolaus Nicolai Rabenius och Kirstin Larsdotter. Han genomgick trivialskolan och gymnasiet i Västerås och skrevs in vid Uppsala universitet 1672. Från 1686 var han konrektor vid trivialskolan i Västerås. Han gifte sig där 1688 med Margareta Larsdotter (född 15 augusti 1666, död 1698, begravd 14 augusti) dotter till rådmannen Lars Andersson och Malin Rasmusdotter. Rabenius hade historiska och litterära intressen, bedrev forskningar i Västerås stifts herdaminne och upptecknade gamla visor. Han har betecknas som en av sin tids främsta kännare av grekiskan. Han undvek alla kyrkliga tjänster och tycks inte överhuvud taget inte ha haft någon ambition att göra karriär i motsats till sin bror Nils.
Rabenius var andre ägare till musikverket Delitiæ juveniles, 1-2 av Daniel Friderici, Rostock 1630, men endast stämman vox secunda återstår i Västerås stadsbibliotek. Detta i skolsammanhang uppskattade verk hade av den förste ägaren Jacobus Magni Montanus förvärvats när han var krigspräst i Wismar 1640. Denne blev kyrkoherde i Rytterne och avled 1666.